# Prêmio Knuth
O Prêmio Donald E. Knuth é um prêmio para contribuições proeminentes para os fundamentos da ciência da computação. É assim nomeado em homenagem a Donald E. Knuth.
O Prêmio Knuth é concedido a cada um ano e meio desde 1996 e inclui um prêmio de 5000 dólares. O prêmio é concedido pela ACM SIGACT e pelo Technical Committee on the Mathematical Foundations of Computing da IEEE Computer Society. Os prémios são atribuídos em alternância com os Symposium on Theory of Computing da ACM e no Simpósio sobre Fundamentos de Ciência da Computação da IEEE (em inglês: Symposium on Foundations of Computer Science), que estão entre as mais prestigiadas conferências em ciência da computação teórica.
Em contraste com o Prêmio Gödel, que reconhece artigos proeminentes, o prêmio Knuth é concedido a indivíduos por seu impacto global na área.

## Laureados
- 1996 - Andrew Chi-Chih Yao
- 1997 - Leslie Valiant
- 1999 - László Lovász
- 2000 - Jeffrey Ullman
- 2002 - Christos Papadimitriou
- 2003 - Miklós Ajtai
- 2005 - Mihalis Yannakakis
- 2007 - Nancy Lynch
- 2008 - Volker Strassen
- 2010 - David Stifler Johnson
- 2011 - Ravindran Kannan[1]
- 2012 - Leonid Levin
- 2013 - Gary Miller
- 2014 - Richard Lipton[2]
- 2015 - László Babai
- 2016 - Noam Nisan[3]
- 2017 - Oded Goldreich
- 2018 - Johan Håstad
- 2019 - Avi Wigderson
- 2020 - Cynthia Dwork[4][5][6]
- 2021 - Moshe Vardi[7][8]